# Oxyethira ezoensis
Oxyethira ezoensis är en nattsländeart som beskrevs av Kobayashi 1977. Oxyethira ezoensis ingår i släktet Oxyethira och familjen smånattsländor. Inga underarter finns listade i Catalogue of Life.